# Джонс, Нора
Но́ра Джонс (англ. Norah Jones, полное имя Гитали Нора Джонс Шанкар (Geethali Norah Jones Shankar); род. 30 марта 1979, Нью-Йорк) — американская джазовая певица и пианистка, автор и исполнитель собственных песен, актриса. Дочь Рави Шанкара. Её единокровная сестра — Анушка Шанкар.

## Биография и творчество
В 2002 г. выпустила дебютный альбом «Come Away With Me», который был реализован тиражом свыше 20 млн экземпляров и побил все рекорды, получив пять премий «Грэмми», в том числе в таких престижных номинациях, как «альбом года», «запись года» и «открытие года». Следующий альбом — «Feels Like Home» (2004) — был почти столь же успешным и принёс в её копилку «Грэмми» за «лучшее женское исполнение популярной музыки», «лучшее исполнение популярной музыки в дуэте» и «запись года» (за «Here We Go Again», дуэт с Рэем Чарльзом).
В 2007 выпустила третий альбом «Not Too Late» и стала одним из наиболее успешных музыкантов десятилетия, продав более 16 миллионов записей в США и 39 миллионов по всему миру. Тембр голоса Джонс и её эмоциональный диапазон нередко сравнивают с Билли Холидей.
В 2007 году Нора Джонс исполнила (в паре с Джудом Лоу) главную роль в фильме «Мои черничные ночи» — первой англоязычной работе гонконгского режиссёра Вонга Карвая. Отзывы на фильм и актёрскую игру Джонс были различными. Так, газета «New York Post» без обиняков заявила: «Скажем прямо — госпожа Джонс не умеет играть». Вместе с этим, голливудский продюсер Харви Вайнштейн заявил, что был впечатлён дебютом Норы и подыскивает для неё мюзикл.
В феврале 2014 года Нора родила своего первенца-сына, а в июле 2016 года — второго ребёнка.

## Дискография

### Альбомы
1. 2002: Come Away with Me
2. 2003: New York City
3. 2004: Feels like Home
4. 2007: Not Too Late
5. 2009: The Fall
6. 2010: …Featuring
7. 2010: Chasing Pirates (Remix EP)
8. 2012: Little Broken Hearts
9. 2012: Covers
10. 2016: Day Breaks
11. 2019: Begin Again
12. 2020: Pick Ме Up Off The Floor
13. 2021 …'Til We Meet Again (Live)
14. 2021 I Dream of Christmas

### Синглы
| Год  | Название                                       | Альбом                                                        |
| ---- | ---------------------------------------------- | ------------------------------------------------------------- |
| 2002 | «Don’t Know Why»                               | Come Away with Me                                             |
| 2002 | «Feelin' the Same Way»                         | Come Away with Me                                             |
| 2002 | «Come Away with Me»                            | Come Away with Me                                             |
| 2004 | «Don’t Know Why» / «I’ll Be Your Baby Tonight» | Come Away with Me                                             |
| 2004 | «Turn Me On»                                   | Come Away with Me                                             |
| 2004 | «Sunrise»                                      | Feels like Home                                               |
| 2004 | «What Am I to You?!»                           | Feels like Home                                               |
| 2004 | «Those Sweet Words»                            | Feels like Home                                               |
| 2005 | «Here We Go Again» (дуэт с Рэем Чарльзом)      | Genius Loves Company                                          |
| 2006 | «Thinking About You»                           | Not Too Late                                                  |
| 2006 | «Until the End»                                | Not Too Late                                                  |
| 2007 | «Sinkin' Soon»                                 | Not Too Late                                                  |
| 2007 | «Not Too Late»                                 | Not Too Late                                                  |
| 2008 | «The Story»                                    | My Blueberry Nights [Саундтрек к фильму «Мои черничные ночи»] |
| 2009 | «Chasing Pirates»                              | The Fall                                                      |
| 2010 | «Young Blood»                                  | The Fall                                                      |
| 2010 | «It’s Gonna Be»                                | The Fall                                                      |
| 2010 | «Virginia Moon» [при участии Foo Fighters]     | …Featuring                                                    |
| 2011 | «More Than This» [при участии Чарли Хантера]   | …Featuring                                                    |
| 2012 | «Happy Pills»                                  | Little Broken Hearts                                          |
| 2012 | «Miriam»                                       | Little Broken Hearts                                          |

## Фильмография
- 2002 «Любовь с уведомлением» (Two Weeks Notice) — пианистка в ресторане.
- 2007 «Мои черничные ночи» (My Blueberry Nights) — Элизабет.
- 2012 «Третий лишний» (Ted) — играет саму себя.